# سید عبدالله علوی
سیدعبدالله علوی (۱۳۲۰–۱۳۸۶) در ۲۷ خرداد سال ۱۳۲۰ هجری خورشیدی در روستای نوزاد از توابع شهرستان درمیان در استان خراسان جنوبی زاده شد. وی تحصیلات ابتدایی و متوسطه را در بیرجند سپری نمود و پس از اتمام خدمت نظام وظیفه در سال ۱۳۴۴، جهت ادامه تحصیل عازم آلمان گردید و در سال ۱۳۵۷ در رشته علوم سیاسی، جامعه‌شناسی (تاریخ نوین اروپا) با درجه دکتری از دانشگاه گوته فرانکفورت در آلمان فارغ‌التحصیل شد.
علوی مجموعاً به مدت ۲۳ سال همکار آموزشی و پژوهشی دانشگاه‌های شهرهای کسل و ویتسن هاوزن آلمان و دانشگاه‌های دولتی و آزاد اسلامی بیرجند، گرمسار، شهرکرد و تهران بود.
وی همچنین بنیانگذار و رئیس دانشگاه آزاد اسلامی واحد بیرجند و یکی از بانیان و طراحان تأسیس دانشکده علوم پزشکی بیرجند، دانشگاه پیام‌نور بیرجند، دانشکده‌های فنی و علوم انسانی دانشگاه بیرجند، پژوهشکده کاربردی جنوب خراسان در بیرجند، معاون دانشگاه بیرجند بوده‌است.
علوی در مدت اقامت در آلمان، ریاست جامعه علمی دانشگاهیان آسیایی و آفریقایی دانشگاه گوتینگن و مدیریت فصلنامه علمی آن را بر عهده داشت و همچنین به فعالیت در زمینه همکاری علمی و پژوهشی و فرهنگی برای معرفی فرهنگ آسیا و آفریقا و آمریکای لاتین در جامعه دانشگاهی و پژوهشی آسیا و آفریقا در شهر گوتینگن، نشر مجله علمی دیدگاه‌های فرهنگی آسیا و آفریقا و سرپرستی سمینارهای علمی و فرهنگی در شهر گوتینگن، تأسیس انستیتوی فرهنگی- پژوهشی آسیا و آفریقا و آمریکای لاتین در مونیخ پرداخت.
علوی در سال ۱۳۶۳ به ایران بازگشت و در مجتمع آموزش عالی وقت بیرجند به سمت استادیار و معاون اداری و مالی مشغول به کار گردید.
وی هم چنین در آلمان با بانویی آلمانی ازدواج نمود که ثمره این ازدواج سه فرزند به نام‌های سوسن، رؤیا و مازیار است.
در دت اقامت در بیرجند با تلاش و همت وی مجوز تأسیس دو دانشکده و تعداد زیادی رشته جدید در دانشگاه بیرجند صادر شد و این دانشگاه با توسعه کمی و کیفی خود به عنوان قطب علمی و آموزشی منطقه شرق ایران مطرح گردید. در سال‌های میانی دهه شصت با ابتکار و پیگیری‌های مجدانه علوی که گویی خود را وقف توسعه آموزشی و علمی دیارش کرده بود مجوز تأسیس دانشگاه‌های علوم پزشکی و پیام نور بیرجند نیز صادر و در مدت کوتاهی این دو مرکز آموزش عالی نیز در این شهر دایر گردیدند. علوی پس از به وجود آمدن مشکلاتی که سبب خروج او از دانشگاه بیرجند شد پیگیری تأسیس دانشگاه آزاد اسلامی این شهر گردید. وی سرانجام با تلاش‌های خستگی ناپذیرش موفق شد مجوز تأسیس و نیز حدود ۶۰ هکتار زمین مرغوب در بهترین نقطه شهر بیرجند را برای احداث پردیس این دانشگاه از بنیاد مستضعفان به مالکیت بگیرد و با ایجاد دانشگاه آزاد اسلامی در سمت نخستین رئیس این مجموعه به ادامه خدت رسانی به مردمش مشغول گشت. وی پس از سالها کار و تلاش در بیرجند و فعالیتهای مردمی، همکاری با روستاهای شهرستان درمیان به عنوان معتمد منطقه درمیان بیرجند، ساخت مدرسه، دبیرستان، مخابرات، توسعه قنوات و اردوگاه‌های تفریحی در روستای نوزاد بیرجند و تأسیس مرکز مشاوره ای شهرستان بیرجند در مورد حفظ بهداشت روانی، در مرداد ماه ۱۳۷۴ در میان غم و اندوه مردم بیرجند از ریاست دانشگاه آزاد اسلامی بیرجند برکنار شد. دانشگاهی که هنوز هم خشت خشت دیوارهای آن حکایت از بزرگ منشی و همت بلند مردی دارد که جز به اعتلای علمی و فرهنگی دیارش به چیزی نمی‌اندیشید. علوی مدتی بعد به گرمسار منتقل و به عنوان رئیس دانشگاه آزاد اسلامی گرمسار به ادامه خدمت مشغول شد. در آن جا نیز به تأسیس شورای زنان برای توسعه پایدار در دانشگاه آزاد اسلامی گرمسار، انتشار مجله علمی امید کویر در گرمسار پرداخت و طرح توسعه محلی دانشگاه‌های شهرستان بیرجند و دانشگاه گرمسار و ایجاد فضاهای آموزشی، حفر چاه، تأسیس مزارع نمونه کشاورزی و شوراهای جوانان، زنان، آموزشی و فرهنگی دانشگاهی در گرمسار را در دستور کار خود قرار داد.
وی تا سال ۱۳۷۶ بعنوان رئیس دانشگاه آزاد اسلامی گرمسار به ادامه خدمت مشغول شد.

آرامگاه دکتر سید عبدالله علوی در روستای نوزاد

او آخرین سمتش معاون آموزشی دانشکده حقوق و علوم سیاسی و معاون اداری و مالی دانشکده علوم سیاسی دانشگاه آزاد اسلامی بود.
وی تا آخرین روزهای حیات خود مدیر عامل انجمن خیریه بیرجندی‌های مقیم تهران نیز بود. صلاحیت علوی علی‌رغم محبوبیت بالای مردمی در دو انتخابات مجلس ششم و مجلس هفتم در حوزه انتخابیه بیرجند از سوی شورای نگهبان رد شد و وی نتوانست در کرسی نمایندگی مجلس به خدمت شهرش بپردازد.
سیدعبدالله علوی سرانجام در ۳۰ اردیبهشت ماه ۱۳۸۶ در شهرستان رامسر درگذشت و در زادگاهش در روستای نوزاد به خاک سپرده شد.
شاید آخرین قدم او در راه گسترش آموزش عالی، ایده تأسیس دانشگاه کاربردی بین‌المللی زنان روستایی در شهر اسدیه شهرستان درمیان، برای پذیرش دانشجویانی از ایران، افغانستان، آسیای میانه بود.
همزمان با سی امین سالگرد تأسیس دانشگاه آزاد اسلامی بیرجند در تاریخ ۱۸ اردیبهشت ۱۳۹۴ و همزمان با هشتمین سالگرد فوت ایشان ساختمان تحصیلات تکمیلی واحد بیرجند به نام سید عبداله علوی نام گذاری شد و تندیس وی به عنوان بنیانگذار دانشگاه آزاد اسلامی بیرجند در مراسمی با حضور استاندار خراسان جنوبی و امام جمعه بیرجند و جمعی از مسئولان و دانشگاهیان استان در ۱۷ اردیبهشت ۱۳۹۵ در نهمین سالگرد فوت وی رونمایی شد.